# Hendrix in the West
《Hendrix in the West》는 미국의 록 음악가 지미 헨드릭스의 라이브 음반으로 1972년 1월, 폴리도르 레코드 (영국), 2월, 리프리즈 레코드 (미국)가 사후에 발매했다. 1969년 지미 헨드릭스 익스피리언스가 베이시스트 노엘 레딩과 드러머 미치 미첼과 1970년 The Cry of Love Tour에서 녹음한 음반 수록곡으로 나뉜다.

## 녹음
1969년 2월 24일, 로열 앨버트 홀, 1969년 5월 24일 샌디에이고 스포츠 아레나, 1970년 5월 30일, 버클리 커뮤니티 극장, 1970년 8월 30일, 아일랜드 오브 웨이트 페스티벌에서 헨드릭스가 연주한 곡들을 수록하고 있다. 음반의 크레딧은 〈Little Wing〉과 〈Voodoo Child〉가 샌디에이고에서 녹음된 것으로 잘못 표기되었지만, 실제로 1969년 2월 24일, 로열 앨버트 홀에서 녹음되었다.

## 평가 및 차트
| 평가 점수                | 평가 점수 |
| 출처                     | 점수      |
| ------------------------ | --------- |
| AllMusic                 | [ 2 ]     |
| Christgau's Record Guide | A–        |

올뮤직 리뷰에서, 숀 웨스터가드는 음반에 5개의 별 중 4개의 별을 주었다. 그는 헨드릭스의 보다 전형적인 콘서트 자료로 〈God Save the Queen〉, 〈Sgt. Pepper's Lonely Hearts Club Band〉, 〈Blue Suede Shoes〉, 〈Johnny B. Goode〉의 비교적 드문 공연들에 주목하고 있다.
《Hendrix in the West》는 영국 음반 차트에서 7위에 올랐고, 미국 베스트 판매 솔 LP와 빌보드 200 차트에서 모두 12위에 올랐다.

## 곡 목록
모든 곡들은 특별한 언급이 없는 한 지미 헨드릭스에 의해 작사/작곡하였다.
| #  | 제목                                      | 작사·작곡            | 재생 시간 |
| -- | ----------------------------------------- | -------------------- | --------- |
| 1. | 〈The Queen〉                             | 민요                 | 2:40      |
| 2. | 〈Sgt. Pepper's Lonely Hearts Club Band〉 | 존 레논, 폴 매카트니 | 1:16      |
| 3. | 〈Little Wing〉                           |                      | 3:14      |
| 4. | 〈Red House〉                             |                      | 13:06     |

| #  | 제목                             | 작사·작곡 | 재생 시간 |
| -- | -------------------------------- | --------- | --------- |
| 1. | 〈Johnny B. Goode〉              | 척 베리   | 4:45      |
| 2. | 〈Lover Man〉                    |           | 3:05      |
| 3. | 〈Blue Suede Shoes〉             | 칼 퍼킨스 | 4:26      |
| 4. | 〈Voodoo Child (Slight Return)〉 |           | 7:49      |